# Avril 2002

## Lundi1eravril 2002
- En France :
  - La synagogue du quartier des Caillots à Marseille est incendiée. Le premier ministre Lionel Jospin annonce le déploiement de « plus de onze cents hommes supplémentaires » afin d'assurer la protection des lieux de culte israélites. Cet attentat criminel vient après plusieurs autres dans les jours précédents.
  - Au théâtre Mogador à Paris, 16e Nuit des Molières, présidée par Jean Piat.
  - Dernière diffusion des Minikeums.
- Entrée en vigueur, aux Pays-Bas, de la loi permettant de pratiquer l'euthanasie.
- Alors que son ultimatum a expiré, le gouvernement américain gèle « sine die » 40 millions de dollars d'aide et brandit la menace d'autres sanctions, si le gouvernement serbe de Zoran Đinđić n'exécute pas les extraditions réclamées par le TPIY (Tribunal pénal international sur la Yougoslavie). Les Serbes assurent que la coopération avec le TPIY va être intensifiée dès les prochains jours.
- Israël-Palestine :
  - En Cisjordanie, opération « mur de protection » : Tsahal réoccupe Bethléem et Tulkarem.
  - Attentat à la voiture piégée à Jérusalem ouest : 2 morts, le kamikaze palestinien et un policier israélien. Tsahal resserre son étau autour du QG de Yasser Arafat à Ramallah.

## Mardi 2 avril 2002
- À Nanterre en France, hommage solennel aux huit conseillers municipaux tués dans la nuit du 26 au 27 mars, par un militant écologiste et socialiste Richard Durn.
- En Cisjordanie, opération « mur de protection » : Tsahal réoccupe Jénine, et entreprend le blocus de la basilique de la Nativité à Bethléem, où sont réfugiés 240 Palestiniens, pour la plupart civils, et 34 religieux catholiques et orthodoxes.

## Mercredi 3 avril 2002
- En Cisjordanie, opération « mur de protection » : Tsahal réoccupe Naplouse.

## Jeudi 4 avril 2002
- Le Conseil constitutionnel français valide seize candidatures en vue de l’élection présidentielle.
- Le chef du Parti social-démocrate (centre-droit), José Manuel Durão Barroso, vainqueur des élections législatives du 17 mars dernier, forme le nouveau gouvernement portugais de coalition avec les conservateurs nationaux du parti populaire de Paulo Portas.
- Le président George W. Bush annonce une nouvelle mission du secrétaire d'État Colin Powell, soutenue par la résolution 1403 du Conseil de sécurité des Nations unies et appelant au retrait de Tsahal de Cisjordanie.

## Vendredi 5 avril 2002
- Le 5 et 6 avril, de grandes manifestations anti-israéliennes et anti-américaines ont lieu dans tous les états arabes de la région.
- Layne Staley, le chanteur d'Alice In Chains, décède chez lui d'une overdose de speedball.

## Samedi 6 avril 2002
- 30 000 manifestants à Paris en solidarité avec le peuple palestinien.
- En Israël, plusieurs milliers de personnes manifestent à Tel-Aviv contre la politique d'Ariel Sharon.

## Dimanche 7 avril 2002
- À l'appel notamment du CRIF, entre 50 000 et 100 000 personnes manifestent contre l'antisémitisme. En tête du cortège marchaient des candidats aux élections présidentielles et des personnalités : François Bayrou, Corinne Lepage, Alain Madelin, Pierre Schapira, Nicole Fontaine, Patrick Bruel, Alain Finkielkraut, Alexandre Arcady, Arthur, Enrico Macias, Michel Boujenah, etc.[1].  
  - Des extrémistes juifs se livrent à des « ratonnades » et poignardent un commissaire de police qui est grièvement blessé.
- En Hongrie, élections législatives : coalition socialiste-libérale conduite par Péter Medgyessy 41,3 % ; Parti conservateur du premier ministre sortant Viktor Orbán 40,3 %.
  - Le 21, au second tour, la coalition socialiste-libérale obtient 51,3 % des voix et la majorité des sièges.
- Au Maroc, à la veille de l'arrivée, du secrétaire d'État Colin Powell, plus d'un million de manifestants contre Israël et les États-Unis.

## Lundi 8 avril 2002
- Du 8 au 24 avril, à Lyon en France, Affaire Patrick Dils, nouveau procès en appel devant la Cour d'assises, qui acquitte Patrick Dils et le libère après 15 ans passé en prison.
- Tsahal tire au mortier sur la basilique de la Nativité, déclenchant un incendie. Le Vatican proteste solennellement.
- Du 8 au 10 avril, tournée du secrétaire d'État américain Colin Powell :
  - Le 8, au Maroc, il est fraîchement accueilli et s'entretient avec le prince héritier Saoudien Abdallah et le roi Mohammed VI, lequel annonce le report des cérémonies de son mariage, initialement prévu les 12 et 15 avril.
  - Le 9, au Caire en Égypte, il s'entretient avec le président Hosni Moubarak.
  - Le 10, à Madrid, mini-sommet avec les représentants de l'Union européenne, de la Russie et de l'ONU, qui demandent un retrait immédiat de l'armée israélienne de Cisjordanie.

## Mardi 9 avril 2002
- À Vannes en France, un policier du commissariat est abattu d'une rafale de Kalachnikov, par un chauffard ivre, maîtrisé peu après.
- Funérailles nationales, à l'abbaye de Westminster et en présence de plus d'un million de britanniques, pour la reine mère Élisabeth, décédée le 30 mars, à l'âge de 101 ans.
- Au Venezuela, début de la grève générale illimitée, préparatoire du putsch.

## Mercredi 10 avril 2002
- Attentat-suicide d'un Palestinien contre un autobus près d'Haïfa au nord d'Israël : 8 civils israéliens tués.

## Jeudi 11 avril 2002
- Du 11 au 17 avril, le secrétaire d'État américain Colin Powell continue sa tournée :
  - Le 11, il s'entretient à Amman en Jordanie avec le roi Abdallah II de Jordanie, avant d'arriver en Israël.
  - Du 12 au 17, série d'entretiens en Israël et en Cisjordanie qui aboutissent à un échec.
  - Le 15, entretiens à Beyrouth et à Damas.
- Attentat-suicide d'un islamiste, au volant d'un camion, devant la synagogue de la Ghriba, sur l'île de Djerba (Tunisie) : 21 morts dont 14 touristes allemands. Les autorités tunisiennes officiellement parlent alors d'un accident.
  - Le 18, le frère du conducteur du camion, est placé en garde à vue à Lyon (France).
  - Le 21, Le gouvernement tunisien admet qu'il s'agit d'un attentat.
- Au troisième jour de la « grève générale illimitée », et à l'issue de violents affrontements (13 morts) à Caracas, le président Hugo Chávez est démis par des opposants soutenus par une partie de l'armée.
  - Le 12, le président Hugo Chávez est arrêté et emprisonné, et le chef du principal syndicat patronal du pays Pedro Carmona est proclamé président par intérim.
  - Le 13, des manifestations et des émeutes hostiles au nouveau pouvoir ont lieu, avec des pillages et une trentaine de morts.

## Vendredi 12 avril 2002
- Climat de crise à l'annonce des mauvais résultats 2001 de Vivendi Universal. 
  - Le 12, démission de Denis Olivennes, le DG de Canal Plus.
  - Le 16, limogeage de Pierre Lescure, le PDG de Canal+.
  - Le 24, assemblée générale houleuse au Zénith à Paris.
  - Le 26, La direction de Vivendi Universal annonce une manipulation des votes électroniques et demande l'annulation de l'assemblée générale.

## Samedi 13 avril 2002
- Fin de l'opération israélienne dans le camp palestinien de Jénine et début de la polémique sur l'attitude de Tsahal.

## Dimanche 14 avril 2002
- La 100e édition de la course cycliste Paris-Roubaix est remportée par le Belge Johan Museeuw.
- Le Parlement fédéral serbe vote un projet de loi de coopération avec le TPIY. L'ancien ministre de l'Intérieur Vlajko Stojilkovic se suicide pour dénoncer cette « capitulation » face à l'Occident.
- Au Timor oriental, l'élection présidentielle est remportée par le dirigeant indépendantiste Xanana Gusmão.
- Au Venezuela, sous la pression de la rue et d'une partie de l'armée, le président Hugo Chávez est libéré et rétabli dans ses fonctions.
- Michael Schumacher (Ferrari) remporte la 56e victoire de sa carrière en s'imposant, sur le circuit Dino et Enzo Ferrari à Imola, lors du Grand Prix de Saint-Marin de Formule 1, devant son coéquipier brésilien Rubens Barrichello et son frère Ralf (Williams-BMW).

## Mardi 16 avril 2002
- En Italie, grève générale et manifestations monstres contre le projet d'abrogation de l'article 18 du code du travail, obligeant les chefs d'entreprises à réintégrer les salariés victimes d'un licenciement jugé abusif par un tribunal.

## Jeudi 18 avril 2002
- En Italie :
  - À Milan, un petit avion de tourisme percute la tour Pirelli et fait une soixante de blessés et 3 morts, dont le pilote suisse qui était une personne âgée. Cet accident a créé une panique à Milan, où les gens ont cru à une répétition du 11 septembre.
  - Décès, dans le nord de l'Italie de l'explorateur et archéologue norvégien Thor Heyerdahl à l'âge de 87 ans. Il fut célèbre, notamment, pour son expédition de traversée du Pacifique, à bord du Kon-Tiki.
- Arrivée à Kaboul, de l'ancien roi Zaher Shah, de retour en Afghanistan après 29 ans d'exil à Rome.
- À Dakar (Sénégal), accord sur un nouveau comptage des voix de l'élection présidentielle de Madagascar.
- Décret n° 2002-540 relatif à la classification des déchets (paru au JO du 20 avril 2002).

## Samedi 20 avril 2002
- Décès du chanteur, auteur, compositeur français, Francis Lemarque à l'âge de 84 ans.
- En Kabylie, grande marche rassemblant plus de 100 000 personnes à Tizi Ouzou pour commémorer et rendre hommage aux victimes des émeutes du « Printemps noir » de 2001.

## Dimanche 21 avril 2002
- Premier tour de l'élection présidentielle en France. Record des abstentions avec 28,40 % et des bulletins nuls ou blancs avec 2,40 %. Résultats : Jacques Chirac 19,88 % - Jean-Marie Le Pen 16,86 % - Lionel Jospin 16,18 %.
  - Le premier ministre Lionel Jospin est éliminé et annonce son retrait définitif de la vie politique.
  - Manifestations contre le Front national, qui est qualifié pour le deuxième tour.

Manifestations anti-FN : Tout au long des journées qui ont suivi le 21 avril et jusqu'à la veille du second tour, des manifestations sont organisées. Hormis Lionel Jospin et Arlette Laguiller, quelques personnalités du monde politique, social, économique, journalistique, éducatif, culturel, religieux, sportif et associatif se mobilisent contre le candidat du Front national, et appellent à voter pour le président sortant Jacques Chirac.
Dans le camp du Front National et de tous les « nationaux », la joie exulte et on dansera jusque tard dans la nuit au QG de Jean-Marie Le Pen (à Saint-Cloud) pour fêter cette victoire historique, une première depuis la création du FN en 1972.
- À l'élection régionale du Land de Saxe-Anhalt en Allemagne, le SPD du Chancelier Gerhard Schröder subit une véritable déroute, avec 20 % des voix, contre 37 % à la CDU. Les sociaux-démocrates perdent près de la moitié de leurs suffrages de 1998.
- Résolution 1405 du Conseil de sécurité des Nations unies prévoyant l'envoi à Jénine, d'une commission d'« évaluation des faits ». Jusqu'au 29, Israël demande et obtient par trois fois le report de l'envoi de cette commission.

## Lundi 22 avril 2002
- En France, devant le bureau exécutif du PS, Lionel Jospin déclare : « Le choix est difficile. je ne veux pas peser dans un sens ou dans l'autre. Réfléchissez-y bien. Essayez d'être dans la réalité, pas dans les mythes ».
  - Le 26, il appelle ses électeurs à « exprimer par leur vote leur refus de l'extrême droite... », tout en précisant être « sans illusion sur le choix qui se présente ».

## Mardi 23 avril 2002
- En France :
  - Jacques Chirac annonce au cours de son premier meeting de l'entre-deux tours, à Rennes, qu'il refuse de débattre avec son adversaire Jean-Marie Le Pen. Ce dernier, sur la chaîne de télévision France 2, fustige « cette pitoyable dérobade ».
  - Les chiraquiens décident de créer une « grande formation de droite et du centre », baptisée l'« Union pour la majorité présidentielle » (UMP). François Bayrou et Alain Madelin refusent de la rejoindre.
- Le 23 et 24 avril, au Vatican réunion à huis clos, autour du pape Jean-Paul II et de trois responsables de la curie, de treize cardinaux américains, invités à s'expliquer sur la multiplication des scandales impliquant des prêtres « pédomanes » aux États-Unis.

## Mercredi 24 avril 2002
- Patrick Dils est acquitté.

## Jeudi 25 avril 2002
- À Ramallah, un tribunal militaire palestinien condamne quatre Palestiniens pour leur implication supposée dans le meurtre, en octobre 2001 de l'ancien ministre du Tourisme israélien Rehavam Zeevi. Les peines prononcées sont de 18 ans, 12 ans, 8 ans et 1 an de prison.
  - Le 28, le premier ministre israélien Ariel Sharon accepte de lever le siège du QG de Yasser Arafat et de retirer ses troupes de Ramallah, en échange du transfert dans un établissement palestinien, sous la garde d'Américains et de Britanniques, des quatre condamnés, du secrétaire général du FPLP, Ahmad Saadat et de Fouad Choubaki impliqué dans l'affaire de Karine A.

## Vendredi 26 avril 2002
- À Erfurt (Allemagne), un ancien élève du lycée Gutenberg, renvoyé en 2001, abat au fusil à pompe 13 professeurs et 2 élèves de l'établissement, et un policier, soit 16 personnes, avant de se donner la mort.

## Samedi 27 avril 2002
- Des « jeunes » attaquent un commissariat de Toulouse et y mettent le feu.
- Arrimage à la Station spatiale internationale (ISS) d'un vaisseau Soyouz avec, à son bord, deux cosmonautes russe et italien, et un touriste de l'espace le sud-africain Mark Shuttleworth.
- Décès à San Feliu de Guixols, du baron Hans Heinrich von Thyssen Bornemisza à l'âge de 81 ans. Il fut l'un des plus grands collectionneurs privés d'art au monde.
- Le général Alexandre Lebed, 52 ans, ancien candidat à l'élection présidentielle, gouverneur de la région de Krasnoïarsk, trouve la mort dans un accident d'hélicoptère en Sibérie.
- Attentat contre la colonie juive d'Adoura en Cisjordanie : 4 morts.

## Dimanche 28 avril 2002
- Manifestation pro-palestinienne à Paris.
- Formule 1 : Grand Prix automobile d'Espagne.

## Lundi 29 avril 2002
- Un important dépôt d'armes et de munitions, de l'ETA, est découvert à Castres.
- En représailles à l'attentat du 27 avril, Tsahal investit Hébron en Cisjordanie.
- À Madagascar, après avoir procédé à un recomptage des voix de l'élection présidentielle, la haute Cour constitutionnelle déclare Marc Ravalomanana élu dès le premier tour avec 51,46 % des voix contre 35,9 % au président sortant Didier Ratsiraka, qui conteste ce recomptage.

## Mardi 30 avril 2002
- Au Pakistan, référendum-plébiscite, prolongeant de 5 ans, le mandat du président Pervez Musharraf.

## Naissances
- 2 avril : Aldo Florenzi, footballeur italien
- 5 avril : Lamiya Valiyeva, athlète handisport azerbaïdjanaise
- 6 avril : Armin Gigović, footballeur suédois
- 8 avril : Skai Jackson, mannequin américaine
- 10 avril : Isaac Lihadji, footballeur français
- 11 avril : Matthéo Xantippe, footballeur français
- 12 avril : Arouna Sangante, footballeur sénégalais
- 15 avril : Mathias Kvistgaarden, footballeur danois
- 16 avril : Julian Baas, footballeur néerlandais
- 17 avril : Whitney Osuigwe, joueuse de tennis américaine
- 22 avril: 
  - Ibrahima Bamba, footballeur italien
  - Felix Osinga, acteur néerlandais.
- 23 avril : 
  - Sacha Delaye, footballeur français
  - Olakunle Olusegun, footballeur nigérian
  - Kike Salas, footballeur espagnol
  - David Møller Wolfe, footballeur norvégien.
- 24 avril : Erik Ring, footballeur suédois
- 25 avril : Jhoanner Chávez, footballeur équatorien
- 26 avril : 
  - Luke Cundle, footballeur anglais
  - Doron Leidner, footballeur israélien
- 27 avril : Rubin Colwill, footballeur gallois
- 30 avril : 
  - Ivan Bašić, footballeur bosnien
  - Randal Willars, plongeur mexicain

## Décès
- 1er avril : Simo Häyhä, tireur d'élite finlandais durant la Guerre d'Hiver considéré comme le meilleur tireur d'élite de toute l'histoire (° 17 décembre 1905)
- 5 avril : Layne Staley, chanteur américain d'Alice in Chains (° 1967).
- 7 avril : Georges Van Coningsloo, coureur cycliste belge (° 27 octobre 1940).
- 8 avril : Maria Felix, actrice mexicaine.
- 11 avril : Pierre Siniac, écrivain français (° 1928).
- 12 avril : Jacques Poli, peintre français (° 1er juillet 1938).
- 15 avril : Roger Schandalow, survivant de la Shoah évadé du convoi n° 62 pour le camp d'Auschwitz (° 24 mars 1915).
- 18 avril : Thor Heyerdahl, explorateur norvégien qui avait traversé le Pacifique sur le radeau Kon-Tiki en 1947.
- 20 avril :
  - Francis Lemarque, chanteur et auteur-compositeur français (° 1917).
  - Pierre Rapsat, chanteur et auteur-compositeur belge (° 1948).
- 25 avril : Lisa Lopes, plus connue sous le nom de Left Eye, rappeuse, chanteuse, parolière et actrice américaine, membre du groupe TLC (° 27 mai 1971).
- 27 avril : Ruth Handler, créatrice de la poupée Barbie.
- 28 avril : Général Alexandre Lebed, gouverneur et ancien candidat à la présidence russe.
- 30 avril : Sylvain Lelièvre, chansonnier québécois.